# Potyczka w Działkach Nosowskich
Potyczka w Działkach Nosowskich – bratobójcza walka partyzancka stoczona 1 sierpnia 1944 w  Działkach Nosowskich, między oddziałami Narodowych Sił Zbrojnych a oddziałami Armii Ludowej.

## Przebieg starcia
Kwaterujące w Działkach Nosowskich dwa oddziały Armii Ludowej im. Bartosza Głowackiego i Zawiszy Czarnego dowodzone przez Stefana Szymańskiego i Andrzeja Adryana 1 sierpnia 1944 zostały zaatakowane przez oddziały Narodowych Sił Zbrojnych dowodzone przez  Henryka Figuro-Podhorskiego. 
Atak przeprowadzony przez oddziały NSZ pomimo znacznej przewagi, zakończył się niepowodzeniem. Alowcy nie dali się zaskoczyć i rozbić. Po stracie 6 zabitych i 3 wziętych do niewoli, oddziały NSZ walkę przerwały. 
Jeńcy będący w niewoli Armii Ludowej po przesłuchaniu przez Andrzeja Adryana, zostali uwolnieni.